# Monte Cerro Alto
Monte Cerro Alto (en inglés: Cerro Alto Mountain) es una montaña en el condado de  Hudspeth al oeste del estado de Texas, al este de la localidad de El Paso, a lo largo de la Ruta 180, de los Estados Unidos. Forma parte de la cordillera conocida como Montes Hueco (Hueco Mountains) y se eleva hasta los 6.703 pies (2.043 m).
Los indios Awelo y Tigua se cree que residen cerca de la Montaña Cerro Alto.